# Карга (приток Шобы)
Карга — река в России, протекает по территории Сегежского района Карелии. Устье реки находится в 30 км по левому берегу реки Шобы. Длина реки — 10 км.
К бассейну Карги также относится Подкоозеро.

## Данные водного реестра
По данным государственного водного реестра России относится к Баренцево-Беломорскому бассейновому округу, водохозяйственный участок реки — Нижний Выг от Выгозерского гидроузла и до устья. Речной бассейн реки — бассейны рек Кольского полуострова и Карелии, впадает в Белое море.
Код объекта в государственном водном реестре — 02020001312102000006260.